# Ноградян, Амазасп
Амазасп Ноградян — политический деятель.

## Биография
Он был учителем приходской школы, после смерти отца ‒ управляющий нефтекомпании «Луйс», которая снабжала нефтепродуктами Батум-Карскую область. С 1892 г. деятель партии РПД области Батум-Карс, член карского ЦК партии РПД, градоначальник г. Карса. В 1911 г. в Ереване участвовал в общем собрании РПД и был избран членом президиума Союз Городов Армении. Пользовался уважением своих сограждан и однопартицев. Будучи управляющим нефтекомпанией в городе его называли Мазут Амо. Он вырос в г. Карсе, был женат, имел четверых детей: Арусяк, Григор, Геворг, Варсеник. Сын Варсеника, Хачатур Гарибян — основатель трикотажной фабрики в г. Гюмри (Ленинакан). Сын Геворк. Погиб 12 апреля под Мазрой. Амазасп Ноградян был захвачен в плен и подвержен пыткам (сожжен в топке).
Егише Чаренц был современником Амазаспа Ноградяна. Прототипом главного героя поэмы Е. Чаренца «Страна Наири» был Амазасп Ноградян (Мазут Амо). Е. Чаренц хорошо знал семью Ноградяна типично описал образ примадонны (Арусяк). Его сыновья Григор и Геворк были добровольцами. Будучи в отрядах добровольцев Григор заболел тифом, а младший Геворг погиб смертью храбрых. 2016 г. его наследники в Ереване опубликовали книгу «Кто он Мазут Амо».